# ブレイブリーデフォルト ブリリアントライツ
『ブレイブリーデフォルト ブリリアントライツ』（BRAVELY DEFAULT BRILLIANT LIGHTS）は、スクウェア・エニックスより配信されたスマートフォン用ゲームアプリ。2022年1月27日サービス開始。基本プレイ無料（アイテム課金制）。2023年2月28日をもってサービス終了。

## 概要
『ブレイブリーデフォルト フライングフェアリー』より始まる「ブレイブリーシリーズ」の通算8作目のタイトルであり、ソーシャルゲームの外伝作品としては4作目となる。公式の略称は『BDBL』。
本作品はオリジナルキャラクターによるメインストーリーに加え、ブレイブリーシリーズ各タイトルのキャラクターがプレイアブルキャラクターとして登場するシリーズ10周年記念作品として制作された。
またシリーズ独自のバトルシステム「ブレイブ＆デフォルト」をスマートデバイス向けタイトルでは初めて採用している。

## 沿革
- 2021年7月21日～7月28日 - クローズドβテスト[2]
- 2021年9月24日 - クローズドβテスト終了後アンケート結果発表[3]
- 2022年1月27日 - iOS・Android版正式サービス開始
- 2022年12月27日 - サービス終了を発表
- 2023年2月28日 - 同日15時をもってサービス終了

## 登場人物

### 主人公
本作では4人の主人公が存在しており、共に旅することになる。
クレア（Claire）
声 - 楠木ともり
錬金の街ブラスの出身の錬金術師。22歳。光の球によって被災したピラミッドの調査に向かい、スティール、サンディ、ルーファス、ルミナと出会う。錬金学の研究と食べること以外にはあまり頓着せず、茫洋として見えるが、いざとなったら相当に頑固。仲間をよく観察していて、変調などを誰よりも早く察知する反面、危険に対する察知能力はあまり高くはない。
スティール・フランクリン（Steel Franklin）
声 - 斉藤壮馬
錬金の街ブラスに住んでいる用心棒兼遺跡ガイド、交渉人。24歳。かつては盗賊団の一味だったが、足を洗ってまっとうな生業（本人談）についている。クレアのピラミッド調査に護衛として同行し、地下神殿でサンディ、ルーファス、そしてルミナと運命的な出会いを果たす。胸元に蜘蛛の形をした火傷の痕があり、小柄な体形に似つかわしくない長剣を腰に佩いている。
サンドラ・カサンドラ（Sandra Cassandra）
声 - 伊藤静
親しい者からはサンディの愛称で親しまれている。27歳。ルクセンダルクの冒険家を名乗り、常に大剣を片手にパーティの前面に立って守り通す頼り甲斐のある女性。最初の光の球でヴェルメリオ大陸にやってきて、ピラミッドの調査に訪れたクレアたちに加勢して運命の出会いを果たす。普段は気風のいい姐御肌だが、尊敬できる人や目上の者にはきちんとした敬語を使い礼儀正しく振舞う。
ルーファス（Rufus）
声 - 近藤隆
エクシラント大陸、魔法の国ウィズワルドからやってきた魔法学者で一時はかの地の魔導研究所にも在籍していた。25歳。雷撃の呪文と得意としているが大の静電気嫌いで、体中に避雷の装飾をつけ、常に保湿を心掛けている。サンドラと同様、最初の光の球でヴェルメリオ大陸にやってきて、ピラミッドの調査に訪れたクレアやスティール、ルミナとの運命的な出会いを果たす。

### 妖精
ルミナ（Lumina）
声 - 沢城みゆき
ランタンのような器に閉じ込められている羽がある小さき者。自称「錬金の妖精」。地下神殿の賢者の間で数千年もの間、深い眠りについていたところ、ピラミッドの調査に訪れていたクレアたちによって発見された。古の大錬金術師の啓示を受けたクレアたちが崩落に巻き込まれるのを救い、世界の災厄を取り払うために、8つの世界に向かってクリスタルの息吹を手に入れるよう、いざなう。

### 本編からの人物
ティズ・オーリア
声 - 斎賀みつき
『ブレイブリーデフォルト』の主人公。公国暦16年に発生した闇の大穴によって被災した羊飼いの少年。16歳。奇跡的に命をつなぎ止め、大穴の調査にやってきた風の巫女アニエスと出会うことで運命の歯車が回り始める。旅で出会った3人の仲間たちとともに、闇に飲み込まれたクリスタルを解放して回り、血の涙を流すような苦難の末に闇の大穴を滅することに成功する。
アニエス・オブリージュ
声 - 小清水亜美
風のクリスタルの巫女。17歳。公国暦16年秋、闇の大穴の発生によって風のクリスタルが闇に飲まれてしまうと、単身カルディスラの地へと向かい、ティズ、リングアベル、イデアと運命的な出会いを果たす。彼らとともに闇に飲まれたクリスタル解放の旅に出ると、口にはできぬほどの辛苦を味わい、多くのものを失いながらもついに闇の大穴を滅することに成功する。
イデア・リー
声 - 相沢舞
エタルニア公国元帥、聖騎士ブレイブの愛娘。15歳。カルディスラの地で初陣を飾るも上官の非道な行いに憤慨し、公国軍を飛び出してしまう。以降、風の巫女アニエスのかけがえのない仲間として各地を巡り、闇の大穴を消滅させ、光の四戦士のひとりとして数えられる。後に父親と和解して公国軍の近衛師団長に就任したが、グランツ帝国が起こした騒乱に巻き込まれ、再び冒険の旅に出るのであった。
リングアベル
声 - 竹内良太
公国暦16年に闇の大穴が発生した直後、カルディスラの街にふらりと現れた青年。記憶を失っていて、着ているもの以外の所持品は、未来の出来事が書かれているという『Ｄの手帳』だけであった。ティズ、アニエス、イデアと運命的な出会いを果たし、以後、その絆は大穴が消滅するまで続いた。
グローリア・ノイ・ミューザ
声 - 嶋村侑
「宿命の国ミューザ」の王女。20歳。ミューザ王家は、「ヤミノヒトミ」と呼ばれる災厄を封じる、火、水、風、土、4つのクリスタルを代々守り続けてきたが、数年前、謎の襲撃者たちによってクリスタルは奪われ、城下は焼かれた。炎の中、ただ立ち尽くすことしかできなかったグローリアであったが、老剣士スローンに手を引かれ隣国ハルシオニアに落ち延びてきた。
セス
声 - 武内駿輔
『ブレイブリーデフォルトII』の主人公。航海中、突然の高波に襲われてしまった船乗り。21歳。海の藻屑と消えようとする中、風のクリスタルの啓示を受けた。春風の国ハルシオニアの浜辺に打ち上げられたところを、ミューザ国の王女グローリアとその従者スローンに助けられ、以後、行動をともにする。エルヴィス、アデルを仲間に加え、数年前に何者かによって奪われたというクリスタルを探す旅に出かける。
アデル・アイン
声 - ゆかな
腕利きの“傭兵”を自称し、学者エルヴィスのアスタリスクを探す旅に同行していた。アスタリスクの噂を聞きつけてやってきた春風の国ハルシオニアでセス、グローリアと出会い、4人は以後行動をともにする。4人は、数年前に何者かに奪われたというクリスタルを探す旅を続け、アデルは後に、火のクリスタルの啓示を受けることになる。
エルヴィス・ラズロウ
声 - 井上和彦
魔法の国ウィズワルドの学者で、後に土のクリスタルの啓示を受けることになる。35歳。師匠エマの死去を機に『エマの魔導書』と「黒魔道士」のアスタリスクを受け継ぎ、アスタリスクが魔導書を読み解く鍵となることを発見する。アスタリスクを探す旅に出ようとしていた時、傭兵アデルと出会い、噂を聞きつけて訪れた春風の国ハルシオニアで、セスやグローリアとの運命的な出会いを果たす。
ジャン・アンガルド
声 - 加瀬康之
「フェンサー」のアスタリスク所持者。16歳。「烈火のウルフ」の異名を持つ。類まれなる剣の遣い手で、貧しい家に育ちながら特待生として魔法学園都市イスタンタールへ留学する。優秀な成績で飛び級し、卒業した後に正教騎士団へ入団。わずか数年で三銃士の称号を得る。同じく三銃士のニコライとともに法王アニエスをよく護り、正教内にはびこる腐敗に立ち向かい、正教を内側から正そうと尽力していた。
ニコライ・ニコラニコフ
声 - 大川透
「ビショップ」のアスタリスク所持者。35歳。「堅牢のバイソン」の異名を持つ正教騎士団三銃士の一人。クリスタル正教の由緒正しい貴族の出で、かつては武人として名を馳せた。正教暦2385年に起きた「聖騎士の決起」によって逼塞を余儀なくされたクリスタル正教をよく支えた一方、正教内にはびこり続ける腐敗と常に向き合い、ジャンなどの有為の士を登用し法王に就任したアニエスをよく護った。
ニハル
声 - 藤井ゆきよ
「魔獣使い」のアスタリスク所持者。21歳。生まれ育った曲芸団が野盗に襲われた際、団で飼われていた魔物に守られて一命を取り留める。砂漠を彷徨っている中、サヴァロンの評議員バーナードに助けられ、以後、彼が経営する遊技場で働きながら魔物たちと一緒に暮らしていた。バーナードが抱く野心に薄々気づいていながらも、彼に捨てられることを恐れ、いいなりになるしかできないでいた。
セレネ
声 - 黒沢ともよ
「白魔道士」のアスタリスク所持者。27歳。「ヴァンガード」のアスタリスクを持つ相棒のダグ・ランページとともに行動していて、とかく暴走しがちなダグの手綱を持ち前の冷静さでうまくさばき、数多くの戦場を渡り歩いてきた。一時はグローリアを人質にとって、老従者スローンに対して風のクリスタルとの交換を持ち寄るまでに追い詰め苦しめた。
リズ・オーリア
声 - 高橋李依
クリスタルの力が衰え、滅亡に瀕した未来世界に生きる少女。16歳。兄のエースとともに風のクリスタルを信奉する国家「ウィンドニア」に仕え、軍事侵攻を繰り返す鉄騎同盟との戦いに身を投じていた。主命でエースや幼馴染とともに古代書庫を訪れた時、兄妹の家に伝わる秘宝「想いの欠片」によってリズたち3人の運命が、そして未来と過去、2つの世界が大きく回り出した。
既にサービスが終了してプレイ不可能なタイトルから来たキャラの為か、隠されていた家名（名字）までしっかり公式サイトに記載されている。
ヴィクトリア・Ｆ・シュタイン
声 - 谷花音
「魔人」のアスタリスク所持者。類まれなる魔力の持ち主で、エタルニア公国の意思決定機関「六人会議」の一員。幼く可愛らしい容姿とは裏腹に、酷虐で残忍極まりない性格をしていて、クリスタル正教と巫女を激しく憎悪していた。同じく「六人会議」の一員で、「導師」のアスタリスク所持者、彼女の主治医を務めていたヴィクターと共に、風の巫女一行の前に立ちはだかり、大いに苦しめた。
イクマ・ナジット
声 - 藤原啓治
「魔法剣士」のアスタリスク所持者。37歳。エタルニア公国軍第二師団、マヌマット・ボリトリィ商会の一員で、風がやみ、水不足であえぐラクリーカを動乱の渦に巻き込んだ経済侵攻策に一枚噛んでいた。金に汚く、金の切れ目は縁の切れ目を体言しており、守銭奴と蔑まれながらもある目的のために金を稼ぎ続けていた。
アルジェント・ハインケル
声 - 土師孝也
「ナイト」のアスタリスク所持者。42歳。エタルニア公国軍第四師団、「空挺騎士団」の団長を務め、カルディスラへの侵攻を指揮していた。正教暦2385年のいわゆる「聖騎士の決起」にも参加しており、聖騎士ブレイブの信頼も篤く近衛師団長や空挺騎士団長を歴任し、公国のために尽力した。後にグランツ帝国が起こした騒乱の際には、温泉郷ユノハナ市警の警部としてその姿が確認される。

### それ以外の人物
『ブレイブリーデフォルト』、『ブレイブリーセカンド』、『ブレイブリーデフォルト プレイングブレージュ』、『ブレイブリーデフォルトII』、その他の「ブレイブリーシリーズ」より多数のキャラクターが登場。

## ストーリー

### 期間限定シナリオ
象王の叫び
2022年2月8日(火)～2月22日(火)
赤い壺の謎
2022年3月8日 (火)～3月22日 (火）

## メインストーリー以外のコンテンツ
錬金
素材となるアイテムと通貨(pq)を消費して既定の時間が経過することで別のアイテムを生成することができる。
遠征
仲間にしたキャラクターを遠征させて既定の時間が経過した後、経験値や報酬を獲得できる。遠征先によって遠征時間と編成パーティーに必要な合計レベルが定められている。ミスリルや短縮時計を使用することで即時帰還することも可能である。
広場
一定時間（6時間）おきにマップの一か所に宝箱が出現し素材等が入手できる。広場にいる雇用済みキャラクターと会話をするとプレゼントアイテムを入手することが可能。未雇用キャラクターと会話をするかプレゼントを渡すと、行動に応じて友好度を上昇することができ、友好度が上限に達するとミスリルを使用せずに雇用状態にすることが可能である。
チャット
全プレイヤーが対象のワールドチャット、所属チームのグループチャット、パーティを組んでいる仲間同士でのグループチャット、特定のプレイヤーと一対一で会話するダイレクトチャットを用途によって使い分けることができる。本ゲームオリジナルのスタンプが用意されている。
物知り冒険家
キャラクターやアイテムなど獲得した様々な情報を閲覧できる。キャラクター、エネミー、アイテム、冒険の記憶の四種に分類され、それぞれ目標登録数を達成すると成果報酬を入手することができる。
レイド
強敵討伐コンテンツ。3種類用意されており、一定数討伐するとレベルが上がり報酬も豪華になる。各レベルごとにミッションが設けられ、すべてクリアすると自動で討伐する遠征が可能になる。
血砂迷宮
毎週月曜日にリセットされるタワー形式のクエスト。フロア15階が上限で、フロアをクリアするごとに覚醒素材等を入手できる。
アビスホール
上級者向けのエンドコンテンツ。5階層ごとに強力なボスが存在し、挑戦は1日3回までとなっている。
最深部は2022年2月時点では地下50階となっている。
チーム
ギルド機能。最大20人所属することができ、専用チャットを使って情報交換をする、所属メンバーと協力するチームレイドに参加する、所属しているだけでプレイヤーEXP増加などのブースト効果が得られるといった特典がある。
チームレイド
チームで参加可能なバトルコンテンツ。